# 弗朗科尼亞 (明尼蘇達州)
弗朗科尼亞（英語：Franconia）是位於美國明尼蘇達州奇薩戈縣弗朗科尼亞鎮區的一個非建制地區。

## 歷史
弗朗科尼亞的郵政局於1866年設立，其後於1898年停運。此地得名自新罕布夏州同名城市，因首批定居點皆來自此地而得名。

## 地理
弗朗科尼亞所處的海拔為高於海平面215米（即705英呎），而該地所採用的時區為UTC-6，即北美中部時區（CST）。同時該地設有夏令時間，為UTC-6調快一小時，即UTC-5（CDT）。